# Лангвајлер (Идар-Оберштајн)
Лангвајлер (њем. Langweiler) општина је у њемачкој савезној држави Рајна-Палатинат. Једно је од 96 општинских средишта округа Биркенфелд. Према процјени из 2010. у општини је живјело 261 становника. Посједује регионалну шифру (AGS) 7134502.

## Географски и демографски подаци
Лангвајлер се налази у савезној држави Рајна-Палатинат у округу Биркенфелд. Општина се налази на надморској висини од 505 метара. Површина општине износи 5,2 km². У самом мјесту је, према процјени из 2010. године, живјело 261 становника. Просјечна густина становништва износи 50 становника/km².